# Vincent Jonasson
Josef Vincent André Jonasson, född 10 augusti 1915 i Hamneda, Kronobergs län, död 30 september 1987 i Stockholm, var en svensk sångare, kompositör, textförfattare och skådespelare.
Jonasson studerade sång i Stockholm, varefter han engagerades vid Wasa Teater i Vasa, Finland, 1938. Vid återkomsten till Sverige engagerades han vid Skansenteatern, Oscarsteatern, folkparkerna samt hos Karl Gerhard på Folkan. Hans sista teaterframträdande skedde 1967 på Oscarsteatern i Hur man lyckas i affärer utan att egentligen anstränga sig. Han filmdebuterade 1944 i Weyler Hildebrands Lilla helgonet och kom att medverka i drygt 20 film- och TV-produktioner. Hans yrke i det civila var försäkringsinspektör.
Jonasson var även både kompositör och textförfattare och gjorde ungefär 50 grammofoninspelningar. Han är begravd på Norra begravningsplatsen utanför Stockholm.

## Filmografi
- 1944 – Lilla helgonet
- 1945 – Resan bort
- 1947 – Jens Månsson i Amerika
- 1949 – Pippi Långstrump
- 1949 – Svenske ryttaren
- 1949 – Bara en mor
- 1954 – En lektion i kärlek
- 1954 – Flottans glada gossar
- 1955 – Enhörningen
- 1955 – Vildfåglar
- 1957 – Som man bäddar...
- 1958 – Kostervalsen
- 1958 – Laila
- 1958 – Fröken April
- 1958 – Vi på Väddö
- 1959 – Lejon på stan
- 1960 – Domaren
- 1961 – Stöten
- 1963 – En vacker dag
- 1969 – Mej och dej

## Teater

### Roller (ej komplett)
| År   | Roll                            | Produktion | Regi                     | Teater                  |
| ---- | ------------------------------- | --- | ------------------------ | ----------------------- |
| 1937 | Betjänt                         | Bättre folk (The Best People) Avery Hopwood och David Gray                                                               | Rafael Stenius           | Vasa Teater             |
| 1937 | Johann Michael Vogl, hovsångare | Jungfruburen (Das Dreimäderlhaus) Franz Schubert, Alfred Maria Willner och Heinz Reichert                                | Rafael Stenius           | Vasa Teater             |
| 1937 | Notarien                        | Kanske en diktare Ragnar Josephson                                                                                       | Rafael Stenius           | Vasa Teater             |
| 1937 | Baron Max von Storch            | Sprattelgubben (Der Hampelmann) Robert Stolz, Gustav Beer och Fritz Lunzer                                               | Rafael Stenius           | Vasa Teater             |
| 1938 | Doktor Federa                   | Mogenhetsexamen (Érettségi) Ladislas Fodor                                                                               | Rafael Stenius           | Vasa Teater             |
| 1938 | Stadsbudet                      | Sympatiska Simon Fridolf Rhudin och Henning Ohlsson                                                                      | John Elfström            | Vasa Teater             |
| 1938 | Hubert                          | Markisinnan (The Marquise) Noël Coward                                                                                   | Rafael Stenius           | Vasa Teater             |
| 1938 |                                 | Daniel Hjort Josef Julius Wecksell                                                                                       | Rafael Stenius           | Vasa Teater             |
| 1940 | 4. scenarbetaren                | Så tuktas en argbigga William Shakespeare                                                                                | Sandro Malmquist         | Oscarsteatern/ Turné    |
| 1942 |                                 | Mazurka Joseph Beer, Fritz Löhner-Beda, Alfred Grünwald                                                                  | Karl Kinch               | Skansens friluftsteater |
| 1946 | Robert                          | Eskapad Lajos Lajtai och Staffan Tjerneld                                                                                | William Mollison         | Oscarsteatern           |
| 1947 | Sancho Panza                    | Don Quijote Léon Minkus                                                                                                  | Marius Petipa koreografi | Oscarsteatern           |
| 1947 | Stuart Dalrymple                | Brigadoon Alan Jay Lerner och Frederick Loewe                                                                            | Per-Axel Branner         | Oscarsteatern           |
| 1962 | Josef Brunner Sr                | Tre valser Oscar Straus, Paul Knepler och Armin Robinson                                                                 | Ivo Cramér               | Oscarsteatern           |
| 1963 | Polisbetjänt                    | Lås in Era döttrar Laurie Johnson, Lionel Bart och Bernard Miles                                                         | Ivo Cramér               | Oscarsteatern           |
| 1964 | Tackaberry                      | Hur man lyckas i affärer utan att egentligen anstränga sig Frank Loesser, Abe Burrows, Jack Weinstock och Willie Gilbert | Folke Abenius            | Oscarsteatern           |